# The Stolen Ranch
The Stolen Ranch is een Amerikaanse western uit 1926 onder regie van William Wyler. De film werd destijds uitgebracht in Nederland onder de titel Mannenwerk.

## Verhaal
Na de Eerste Wereldoorlog keren de soldaten Breezy Hart en Frank Wilcox terug naar huis. Frank heeft een oorlogstrauma opgelopen. Breedy ontdekt dat de boerderij van Frank wordt bezet door de boef Sam Hardy. Breedy gaat op de boerderij werken om meer te weten te komen over Hardy. Daar wordt hij verliefd op Mary Jane.

## Rolverdeling
| Acteur           | Personage     |
| ---------------- | ------------- |
| Fred Humes       | Breezy Hart   |
| Louise Lorraine  | Mary Jane     |
| William Bailey   | Sam Hardy     |
| Ralph McCullough | Frank Wilcox  |
| Nita Cavalier    | June Marston  |
| Edward Cecil     | Silas Marston |
| Howard Truesdale | Tom Marston   |
| Slim Whitaker    | Hank          |
| Jack Kirk        | Slim          |